# Klaus Westebbe
Klaus Westebbe (* 30. September 1949 in Gummersbach) ist ein ehemaliger deutscher Handballspieler.
Westebbe der bei TuS Derschlag als Turner begann, wechselte als Elfjähriger in die Handballabteilung des Vereins. Dort noch im linken Rückraum aktiv, ging es für den damaligen Werkzeugmacherlehrling nach seinem Wechsel 1968 zum VfL Gummersbach an die Kreismitte. Sein Debüt in der Handball-Bundesliga gab er am 5. Oktober 1968 mit zwei Toren beim 18:6-Sieg gegen BSV Solingen 98. Gleich in seiner ersten Saison wurde er mit Gummersbach Deutscher Meister. Dieser ersten Meisterschaft folgten später noch fünf weitere. Auf nationaler Ebene konnte er zudem zwei Erfolge im DHB-Pokal feiern, und in seinen rund 80 Europapokalspielen gewann er auf internationaler Ebene fünf Europapokale.
Für den Gewinne des Europa-Pokals der Landesmeister 1970 erhielt er am 6. Mai 1970 das Silberne Lorbeerblatt.
Seine Laufbahn in der DHB-Nationalmannschaft begann am 10. November 1971 beim Karpatenturnier in Galați gegen Frankreich. Bei den Olympischen Sommerspielen 1972 in München gehörte er ebenso zum Kader wie bei der Weltmeisterschaft 1974 in der DDR. Das 52. und zugleich letzte Länderspiel bestritt er als Spielführer am 4. Januar 1975 beim 15:12-Sieg gegen Schweden in Minden. Danach eröffnete Bundestrainer Vlado Stenzel dem Gummersbacher, dass er ihn nicht mehr unter den ersten Sieben sehe, worauf Westebbe nie mehr unter Stenzel spielen wollte.
Auf Anraten der Ärzte beendete Westebbe im Frühjahr 1982 auf Grund von Bluthochdruck und eines Herzmuskelschadens seine Laufbahn.
Im Jahr 2007 trainierte Westebbe die B-Jugend und die 2. Herrenmannschaft des VfL Gummersbach.

## Erfolge
- Deutscher Meister: 1969, 1973, 1974, 1975, 1976 und 1982
- Vizemeister: 1970, 1972, 1978, 1980 und 1981
- DHB-Pokal: 1977 und 1978
- Europapokal der Landesmeister: 1970, 1971, 1972 (Finalist) und 1974
- Europapokal der Pokalsieger: 1978, 1979 und 1980 (Finalist)
- 6. Platz bei den Olympischen Sommerspielen 1972
- 9. Platz bei der Weltmeisterschaft 1974